# Barbella niitakayamensis
Barbella niitakayamensis là một loài Rêu trong họ Meteoriaceae. Loài này được (Nog.) S.H. Lin miêu tả khoa học đầu tiên năm 1988.